# Димитър Демирев
Димитър Василев Демирев е български анархо-комунист и анархо-синдикалист. По-голям брат е на Делчо Демирев (1901 – 1981).
Димитър Демирев е роден в град Хасково на 30 януари 1897 г. в занаятчийско семейство, изкарващо с много труд прехраната си. Отрано се среща със сиромашията и минал през доста трудности, все пак успява да завърши с отличен успех Хасковската мъжка гимназия „Петко Каравелов“.
В годините на Първата световна война с чин подпоручик от артилерията се сражава на Беломорския фронт, където след две ранявания е награден с орден „За храброст“. След Втората национална катастрофа е демобилизиран и става тютюноработник в Хасково. Другарува с хасковските анархисти Лозю Апостолов, Калин Урумов и най-вече с Жеко Гергинов. Под тяхно влияние възприема анархо-комунистическите идеали и самоотвержено ги отстоява до края на живота си. Тук извършва анархистка агитация в тютюневите складове и с това допринася за организирането на първата анархосиндикална група сред хасковските тютюноработници. Впоследствие работата на анархическия синдикализъм сред тютюноработническия пролетариат в Хасково е подета от анархо-комуниста Манол Васев, организирал всички стачки в хасковския тютюнев бранш през първата третина на XX век. Поради тази си дейност Димитър Василев е уволнен от хасковските тютюневи складове и отива в София да си търси работа и препитание. Там постъпва шлосер в Държавната механическа работилница при крайно лоши работни условия и мизерно заплащане. По-късно е и шофьор на такси.
Квартирата му в квартал „Долни Лозенец“ става център за събрания за всички нелегални анархисти. Установява близки сърдечни отношения с анархисти като Георги Шейтанов, Александър Сапунджиев, Васил Икономов, Георги Жечев, Мариола Сиракова, Пано Василев, Заре Секулички. Избран за делегат от Софийската анархистка организация. На 7 януари 1923 г. в град Ямбол той е делегат на Петия конгрес на българските анархо-комунисти.
Арестуван и интернирниран в Свиленград, където властите инсценират негов „опит за бягство“ с цел да оправдаят ликвидирането му. След десетина дена съумява да избяга и отива в град Ямбол, където отново работи като тютюноработник. На проведения Митинг в Ямбол на 26 март 1923 година Димитър Василев, Тодор Дързев и още 24 анархисти са арестувани и разстреляни с картечници в казармения двор на 4-ти конен полк без съд и присъда.